# Tour de France 2016/2. Etappe
Die 2. Etappe der Tour de France 2016 fand am 3. Juli 2016 statt. Sie führte über 183 Kilometer von Saint-Lô nach Cherbourg-en-Cotentin. Es gab drei Bergwertungen der 4. Kategorie und eine Bergwertung der 3. Kategorie sowie einen Zwischensprint in Port-Bail nach 107,5 Kilometern. Die Bergwertung der 3. Kategorie befand sich kurz vor dem Etappenziel, sodass ein Massensprint unwahrscheinlich war und stattdessen Sprinter für etwas anspruchsvolleres Terrain gewinnen konnten.

## Rennverlauf

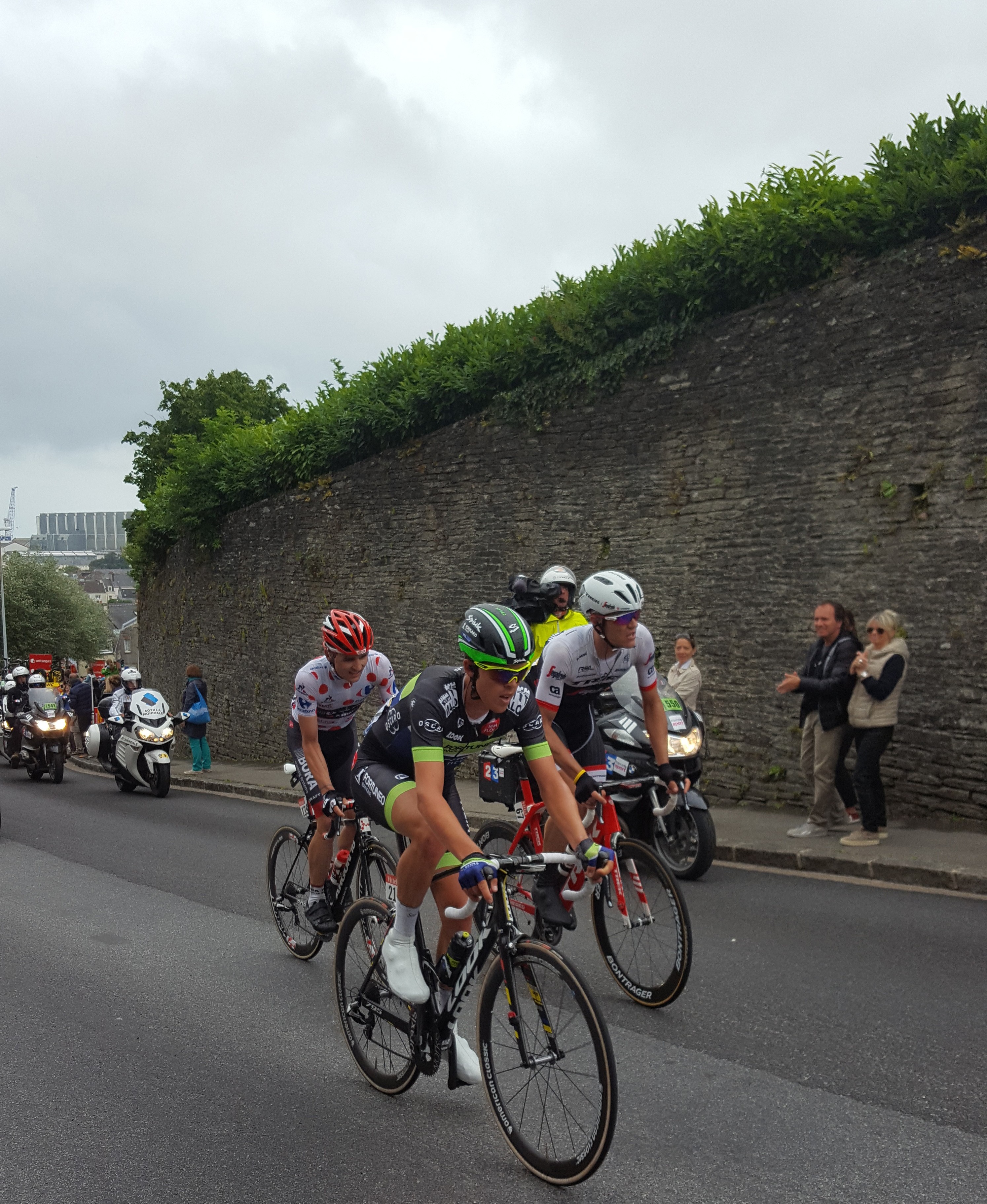
Vegard Breen (vorne) mit seinen Fluchtgefährten Jasper Stuyven (rechts) und Paul Voß (im Bergtrikot) in Octeville.

Unmittelbar nach dem Start bildete sich eine vierköpfige Fluchtgruppe. Wieder mit dabei war Paul Voß (BOA), der sich auf den Weg machte, sein in der 1. Etappe errungenes Bergtrikot zu verteidigen. Die drei Begleiter waren sein Teamkollege Cesare Benedetti, Jasper Stuyven (TFS) und Vegard Breen (FVC). Die erste Bergwertung der vierten Kategorie gewann jedoch nicht Voß, sondern der Norweger Breen, die darauffolgenden zwei Wertungen zu je einem Punkt sicherte sich Jasper Stuyven.
Unterdessen kam es im Hauptfeld auf den regennassen Straßen zu einem Sturz, in den erneut auch Alberto Contador (TNK) verwickelt war. Die zurückgeworfene Gruppe konnte den Anschluss an das Peloton jedoch schnell wiederherstellen. Der Vorsprung der Ausreißer lag am Zwischensprint zwischen fünf und sechs Minuten. In der Ausreißergruppe wurde nicht um die Zwischenwertung gesprintet, Benedetti lag vor Voß, Breen und Stuyven. Den Sprint des Hauptfeldes entschied André Greipel (LTS) für sich, der Deutsche holte damit noch elf Punkte.
Etwa ab dem 25. Kilometer vor dem Ziel begann das Feld, vor allem unter der Führung der BMC-Mannschaft, stärker hinter den immer noch über vier Minuten voraus liegenden Ausreißern nachzuführen. Vorn konnte Benedetti dem Tempo der drei anderen nicht mehr folgen und wurde eingeholt. Sie lagen noch etwa 2:30 Minuten vor dem Feld, als Jasper Stuyven 7,5 Kilometer vor dem Ziel attackierte und versuchte, die Etappe als Solist zu gewinnen. Er erreichte noch die Bergwertung der dritten Kategorie, damit zwei weitere Punkte und die Führung in dieser Wertung. Wenig später wurde Stuyven auf dem letzten Kilometer von den herannahenden Etappen-Favoriten übersprintet.
Einem Antritt des Orica-BikeExchange-Duos Simon Gerrans und Michael Matthews folgte eine Gegenaktion von Julian Alaphilippe (EQS), der aber auf den letzten Metern noch von Peter Sagan (TNK) abgefangen wurde. Sagan gewann die Etappe und übernahm die Führung in der Gesamt- und der Punktewertung. Alaphilippe fuhr mit dem zweiten Etappenrang ins Weiße Trikot des besten Nachwuchsfahrers.
Einige Klassementfahrer verloren am letzten Anstieg bereits Zeit: so kamen Alberto Contador und Ilnur Zakarin (KAT) mit etwa 50 Sekunden Rückstand ins Ziel. Richie Porte (BMC) verlor aufgrund eines technischen Defekts 1:45 min auf Sagan und kam gemeinsam mit ag2r-Fahrer Domenico Pozzovivo und Mark Cavendish (DDD), der sein Gelbes Trikot erwartungsgemäß nicht verteidigen konnte, ins Ziel.

## Punktewertungen
| Zwischensprint in Portbail nach 107,5 km auf 13 m |                        |                          |         |
| 1.                                                | Italien                | Cesare Benedetti (BOA)   | 20 Pkt. |
| 2.                                                | Deutschland            | Paul Voß (BOA)           | 17 Pkt. |
| 3.                                                | Norwegen               | Vegard Breen (FVC)       | 15 Pkt. |
| 4.                                                | Belgien                | Jasper Stuyven (TFS)     | 13 Pkt. |
| 5.                                                | Deutschland            | André Greipel (LTS)      | 11 Pkt. |
| 6.                                                | Deutschland            | Marcel Kittel (EQS)      | 10 Pkt. |
| 7.                                                | Norwegen               | Alexander Kristoff (KAT) | 9 Pkt.  |
| 8.                                                | Slowakei               | Peter Sagan (TNK)        | 8 Pkt.  |
| 9.                                                | Vereinigtes Konigreich | Mark Cavendish (DDD)     | 7 Pkt.  |
| 10.                                               | Belgien                | Jens Debusschere (LTS)   | 6 Pkt.  |
| 11.                                               | Frankreich             | Bryan Coquard (DEN)      | 5 Pkt.  |
| 12.                                               | Australien             | Michael Matthews (OBE)   | 4 Pkt.  |
| 13.                                               | Spanien                | Gorka Izagirre (MOV)     | 3 Pkt.  |
| 14.                                               | Italien                | Jacopo Guarnieri (KAT)   | 2 Pkt.  |
| 15.                                               | Kolumbien              | Winner Anacona (MOV)     | 1 Pkt.  |

| Etappenziel in Cherbourg-en-Cotentin nach 183 km auf 169 m |                        |                          |         |
| 1.                                                         | Slowakei               | Peter Sagan (TNK)        | 50 Pkt. |
| 2.                                                         | Frankreich             | Julian Alaphilippe (EQS) | 30 Pkt. |
| 3.                                                         | Spanien                | Alejandro Valverde (MOV) | 20 Pkt. |
| 4.                                                         | Irland                 | Daniel Martin (EQS)      | 18 Pkt. |
| 5.                                                         | Australien             | Michael Matthews (OBE)   | 16 Pkt. |
| 6.                                                         | Niederlande            | Wilco Kelderman (TLJ)    | 14 Pkt. |
| 7.                                                         | Frankreich             | Tony Gallopin (LTS)      | 12 Pkt. |
| 8.                                                         | Belgien                | Greg Van Avermaet (BMC)  | 10 Pkt. |
| 9.                                                         | Niederlande            | Bauke Mollema (TFS)      | 8 Pkt.  |
| 10.                                                        | Vereinigtes Konigreich | Chris Froome (SKY)       | 7 Pkt.  |
| 11.                                                        | Australien             | Simon Gerrans (OBE)      | 6 Pkt.  |
| 12.                                                        | Frankreich             | Pierre Rolland (CDT)     | 5 Pkt.  |
| 13.                                                        | Vereinigtes Konigreich | Adam Yates (OBE)         | 4 Pkt.  |
| 14.                                                        | Frankreich             | Warren Barguil (TGA)     | 3 Pkt.  |
| 15.                                                        | Spanien                | Joaquim Rodríguez (KAT)  | 2 Pkt.  |

## Bergwertungen
| Côte de Torigny-les-Villes Kategorie 4 nach 10 km auf 142 m 1,4 km bei 5,7 % |          |                    |        |
| 1.                                                                           | Norwegen | Vegard Breen (FVC) | 1 Pkt. |

| Côte de Montabot Kategorie 4 nach 23 km auf 173 m 1,9 km bei 5,0 % |         |                      |        |
| 1.                                                                 | Belgien | Jasper Stuyven (TFS) | 1 Pkt. |

| Côte de Montpinchon Kategorie 4 nach 52 km auf 136 m 1,2 km bei 5,9 % |         |                      |        |
| 1.                                                                    | Belgien | Jasper Stuyven (TFS) | 1 Pkt. |

| Côte de La Glacerie Kategorie 3 nach 181,5 km auf 133 m 1,9 km bei 6,5 % |            |                       |        |
| 1.                                                                       | Belgien    | Jasper Stuyven (TFS)  | 2 Pkt. |
| 2.                                                                       | Tschechien | Roman Kreuziger (TNK) | 1 Pkt. |